# 植田インターチェンジ
植田インターチェンジ（うえだインターチェンジ）は、愛知県名古屋市天白区にある名古屋第二環状自動車道のインターチェンジである。

## 概要
国道302号沿いに敷設され、交差する国道153号を挟む形で、南側に名古屋南JCT方面への入口と同方面からの出口が、北側および国道153号日進・豊田方面側に上社JCT方面への入口と同方面からの出口が設けられている。これ以外の国道153号と名二環の連絡は交差点と国道302号を介した連絡となる。
当該インターチェンジ(IC) は丘陵地帯に敷設され、地盤面より下に名二環本線が通過する。そして丘陵部はIC付近のみであることから、ICの前後は地上区間となるうえに、IC北側1.2 km付近で高針ジャンクション(JCT) と接続することから非常に複雑な路線構造となっている。特に当該ICが敷設された交差点は三層構造で、地上部が国道302号と国道153号の交差点、中間部（地下1階）が名二環本線、最下部（地下2階）が国道153号のアンダーパスである。そして国道153号豊田方面と名二環上社方面を接続する連絡路が設けられ、地下1階で本線と接続する。
将来は名古屋豊田道路が接続し植田JCTが併設される計画がある。

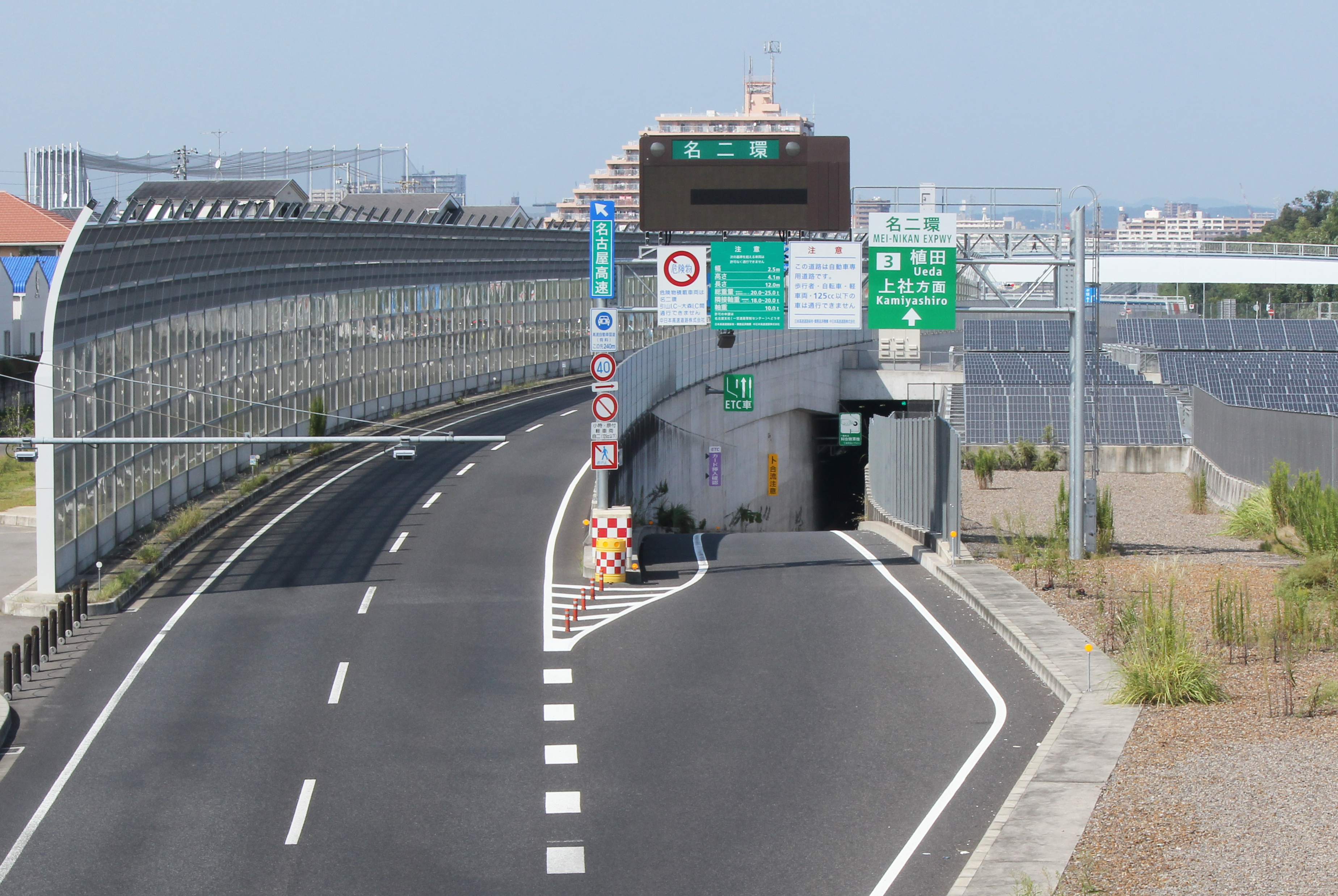
国道302号側の内回り（上社JCT方面）入口。すぐ後方に高針JCTが控える。
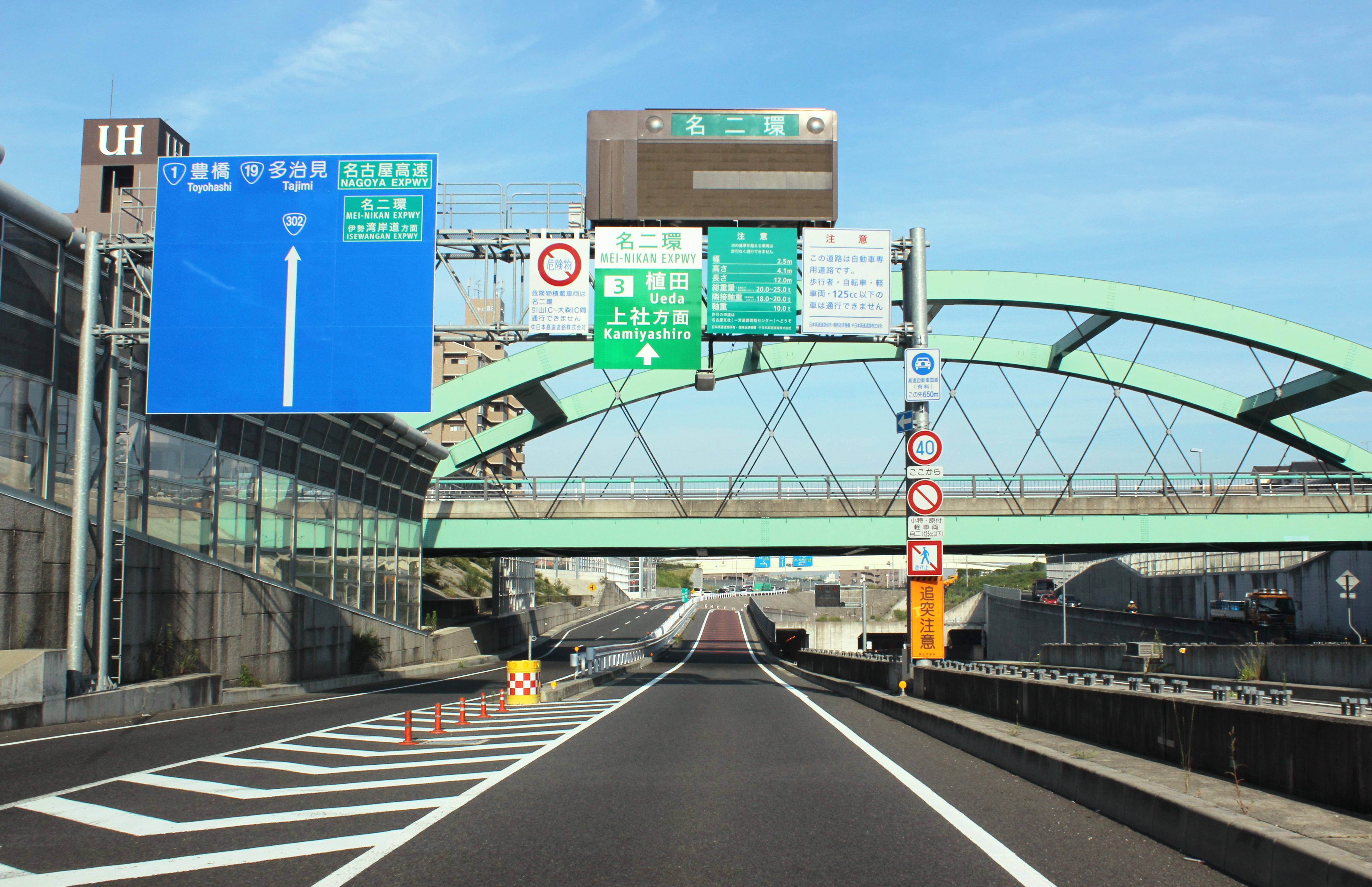
国道153号豊田方面側の内回り入口。
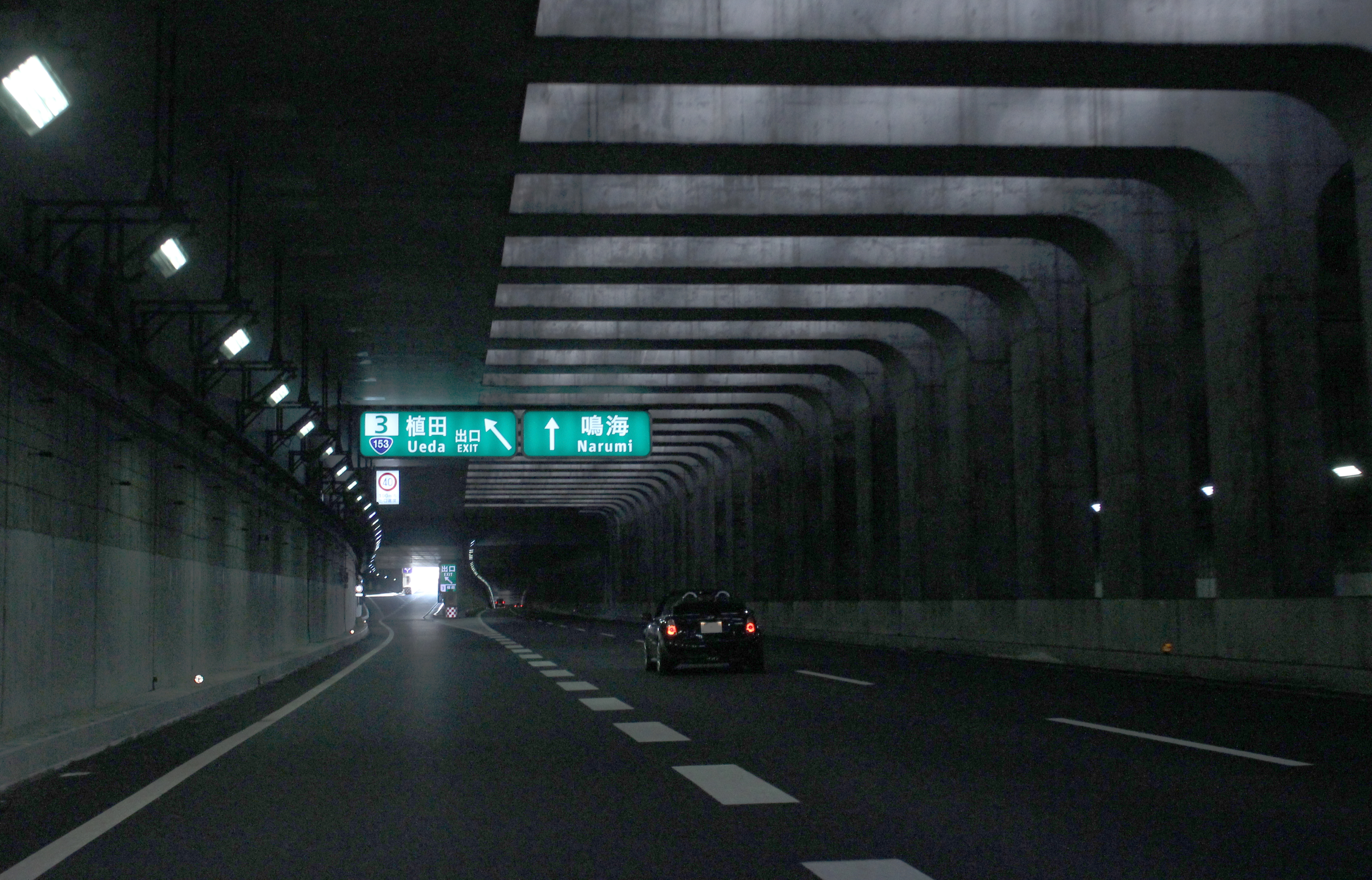
外回り流出路は名古屋高速2号東山線高針JCTからのランプと共有する。

## 歴史
1967年3月の都市計画決定では当時計画中の国道153号バイパスとは名古屋、豊田の両方向に直接乗り入れする構造だったが、1982年11月の都市計画変更で豊田方面のみに縮小された。
- 1967年（昭和42年）3月17日 : 都市計画決定[7]。
- 1982年（昭和57年）11月5日 : 都市計画変更により国道153号の直接接続が両方向から豊田方面のみとなる[6]。
- 2011年（平成23年）3月20日 : 名古屋第二環状自動車道名古屋南JCT - 高針JCT間開通に伴い供用開始[8]。
- 2024年（令和6年）4月4日 : 第一料金所（名古屋南JCT方面入口）、第二料金所（上社JCT方面入口）ともにETC専用になる[9]。

## 周辺
- 牧野ヶ池緑地
- 愛知県立天白高等学校
- 植田中央公園
- 愛知県営天白植田住宅

## 接続する道路
- 直接接続
  - 国道302号[4]
  - 国道153号（豊田西バイパス）（豊田方面と名二環上社方面との連絡のみ）[4]
- 間接接続
  - 国道153号[4]

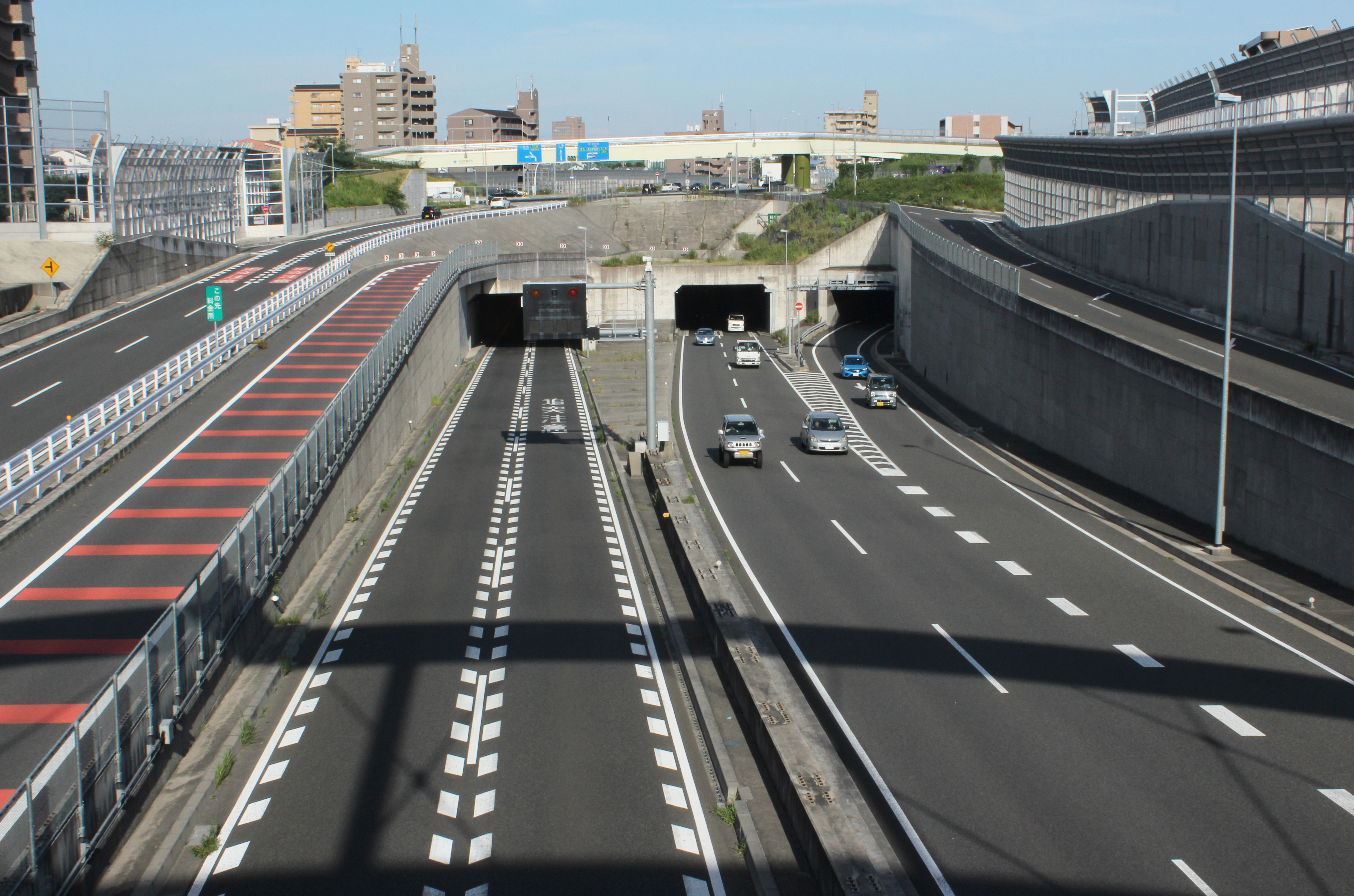
国道153号（豊田西バイパス）豊田側より植田ICを見る。 153号と名二環の連絡道路がある（左側の赤線道路と掘割部右端）
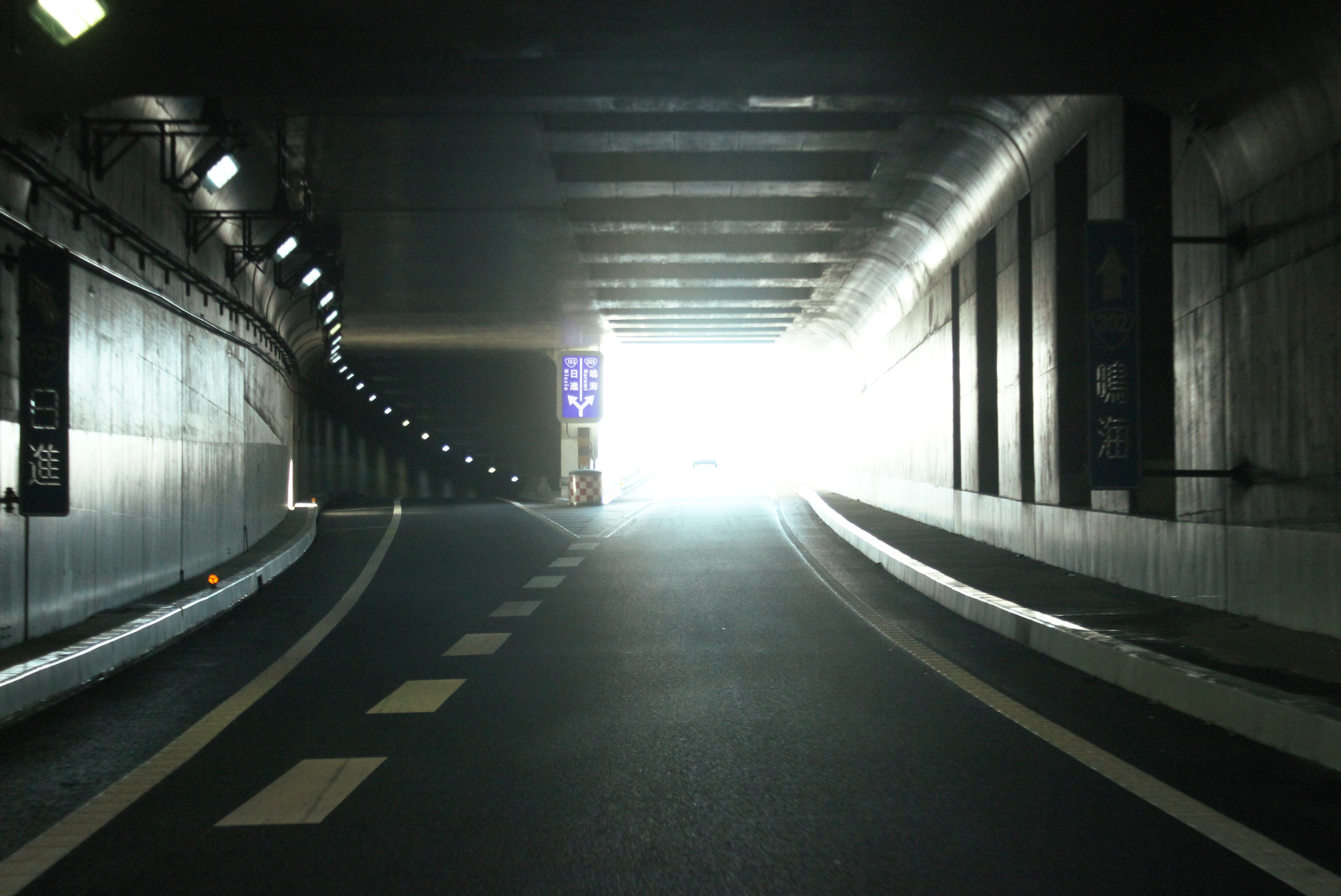
外回りオフランプは国道302号鳴海方面と国道153号日進・豊田方面への分岐点がある
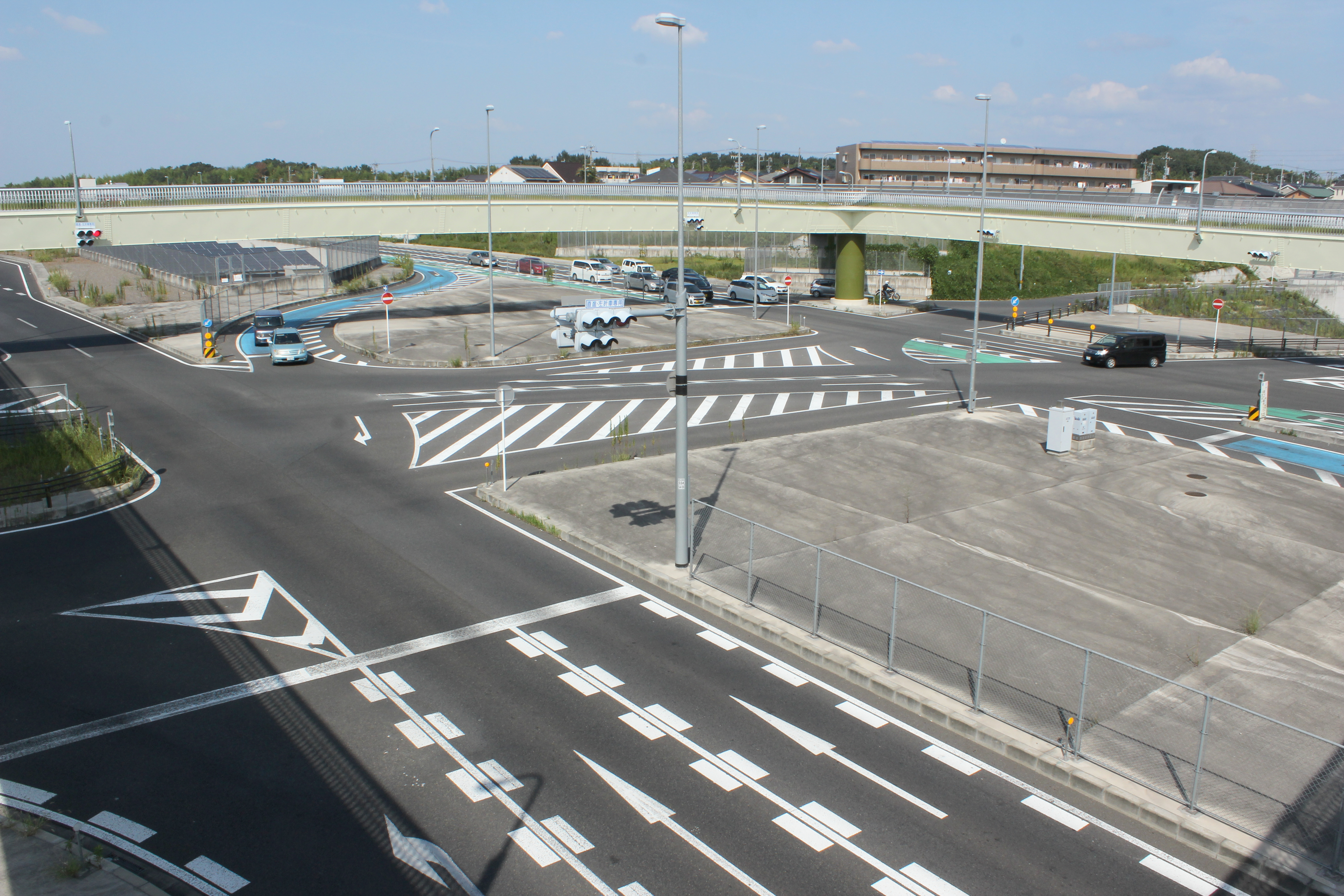
天白高校東交差点。国道153号豊田方面と名二環上社方面との連絡以外は交差点を介した連絡となる。

## 料金所

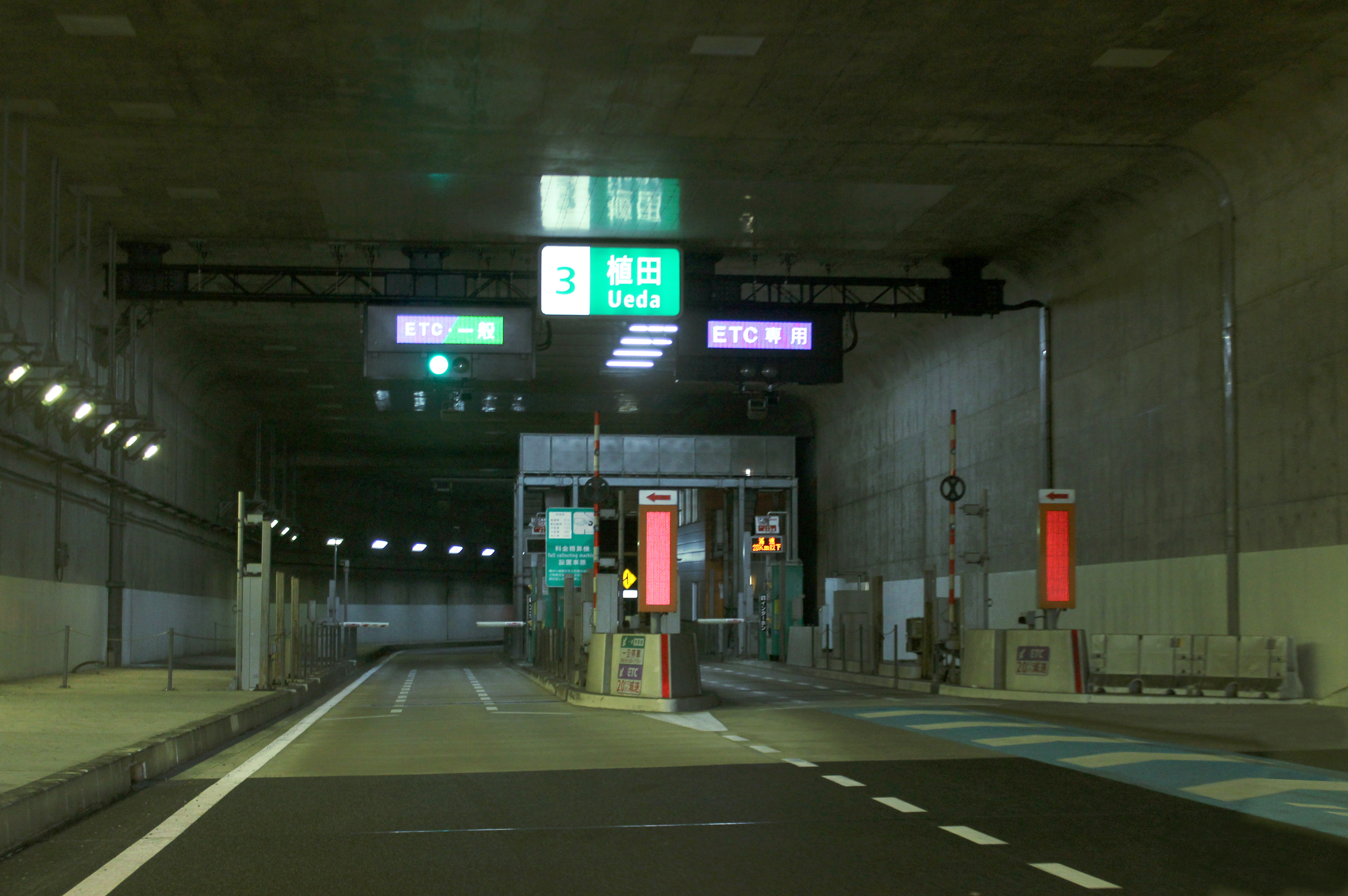
北側トールゲートは地階に設けられた

レーン運用は、時間帯やメンテナンスなどの事情により変更される場合がある。

### 第一料金所（名古屋南JCT方面入口）
- レーン数：2[10]
  - ETC専用：1
  - ETC/サポート：1

### 第二料金所（上社JCT方面入口）
- レーン数：2[10]
  - ETC専用：1
  - ETC/サポート：1

## 隣
C2 名古屋第二環状自動車道（名二環）
(2)鳴海IC - (3)植田IC - (4)高針JCT - (5)上社南IC